# Cetinje
Cetinje (montenegrinisch-kyrillisch Цетиње) ist eine Stadt in Montenegro zwischen Podgorica und Budva mit etwa 13.900 Einwohnern. Sie liegt 670 Meter über NN am Fuß des Lovćen-Massivs. Cetinje ist der Amtssitz des montenegrinischen Präsidenten und war bis 1918 die Hauptstadt des Landes.

## Bevölkerung
Zur Volkszählung von 2011 hatte die Stadt Cetinje 13.918 Einwohner, davon waren  12.705 (91,28 %) Montenegriner und 539 (3,87 %) Serben. Außerdem leben in der Stadt Angehörige weiterer Bevölkerungsgruppen.
Die gesamte Gemeinde zählte demnach 16.657 Einwohner, von denen sich 15.082 (90,54 %) als Montenegriner und 727 (4,36 %) als Serben bezeichneten.

## Geschichte

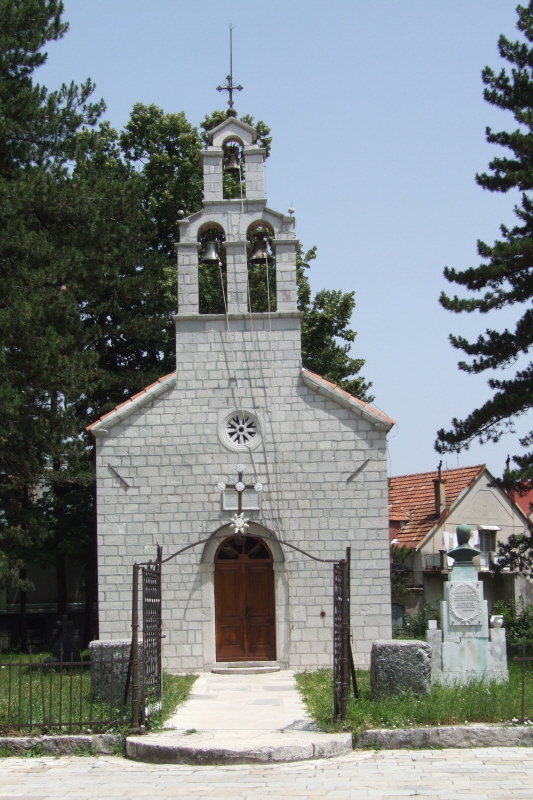
Vlaška crkva, Serbisch-orthodoxe Kirche aus dem Jahr 1450 im Dorf Donji Kraj

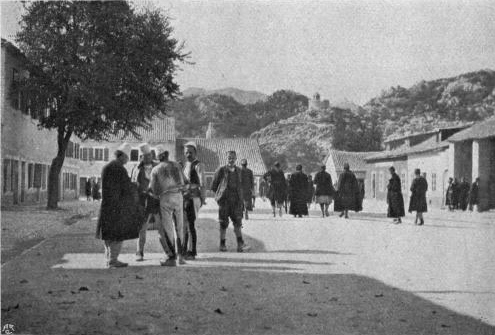
Albanische Männer in Cetinje, 1906

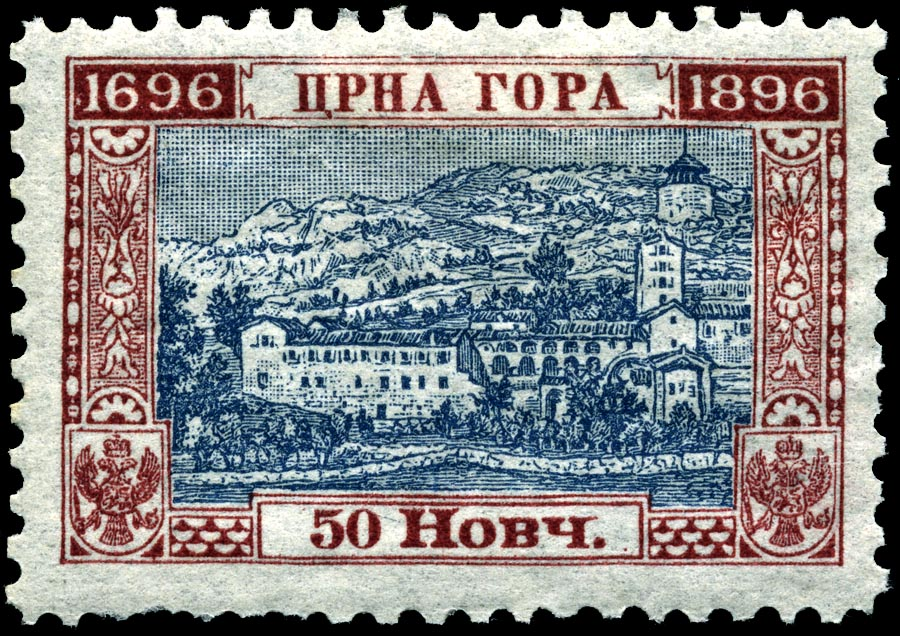
Das Marienkloster auf einer montenegrinischen Briefmarke

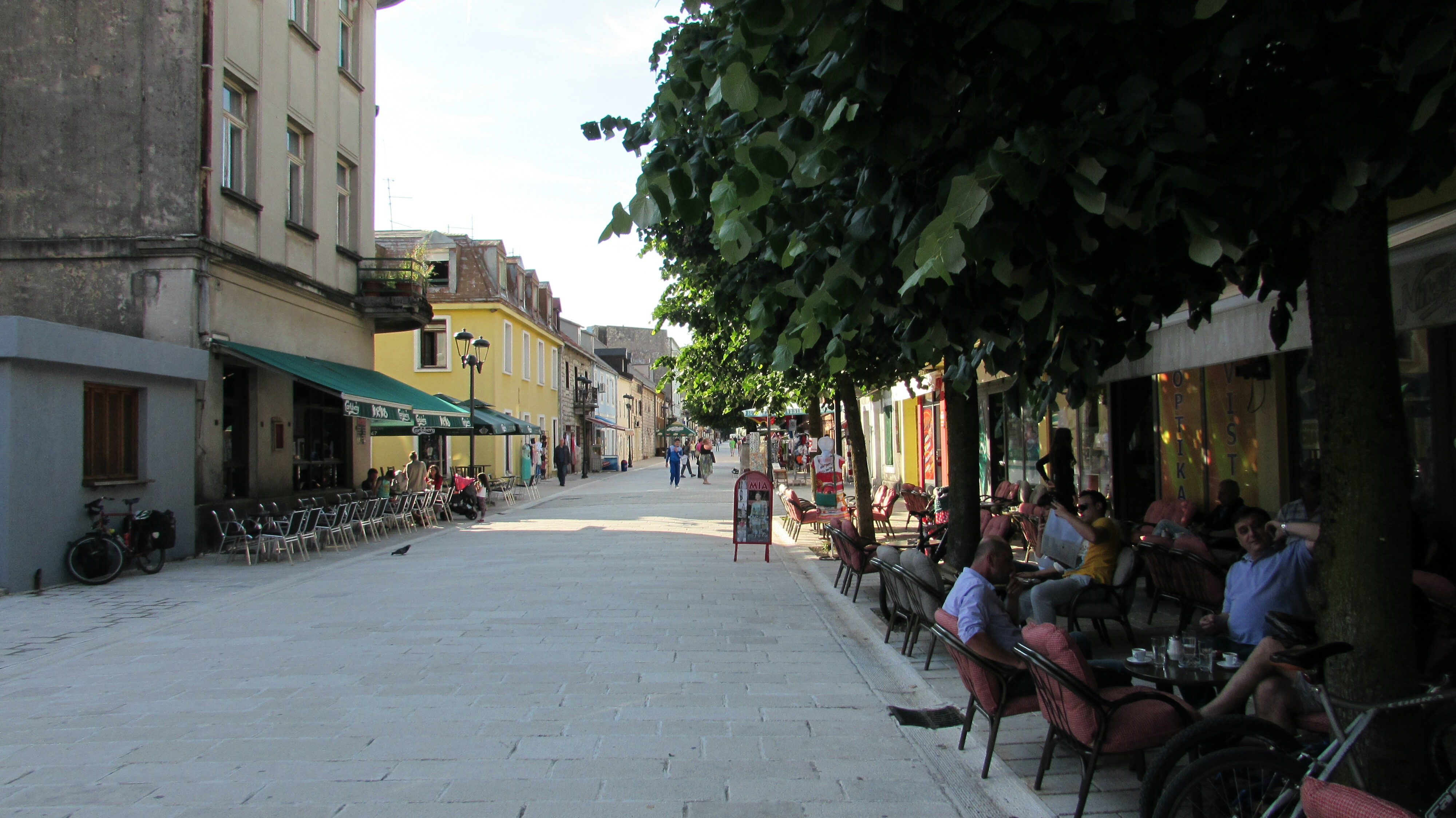
Fußgängerzone in der Stadt

Die Gründung erfolgte 1482. Das älteste Gebäude der Stadt ist die Vlaška crkva (dt. Walachische Kirche). Sie wurde um 1450 von in der Gegend wohnenden Hirten erbaut, die wegen ihrer aromunischen Sprache Walachen genannt wurden. Ivan Crnojević, Fürst der Zeta 1465–1490, gilt als Gründer von Cetinje. Nachdem die Osmanen 1479 das venezianische Shkodra eingenommen hatten, verlegte Ivan seinen Regierungssitz vom gefährdeten Žabljak am Skutarisee in die Berge östlich des Lovćen. Hier gründete er 1482 ein der Gottesmutter geweihtes orthodoxes Kloster, das zur Keimzelle von Cetinje wurde. 1495 wurde dort eine Druckerei eingerichtet.
Vom Ende des 15. Jahrhunderts bis 1918 war Cetinje die Hauptstadt Montenegros. Hier residierten zuerst die Fürsten aus der Familie Crnojević und seit 1516 die Vladikas, die Fürstbischöfe, die bis zur Mitte des 19. Jahrhunderts geistliches und weltliches Oberhaupt der Montenegriner waren. 1692 eroberten die Türken Cetinje und zerstörten das Kloster, das Sitz des Bischofs war. 1696–1701 errichtete Vladika Danilo Petrović fast an derselben Stelle ein neues Kloster.
Unter dem vorletzten Vladika Petar II. Petrović-Njegoš (1830–1851) begann die Modernisierung Cetinjes. Man befestigte Straßen und errichtete erste Häuser im westlichen Stil. 1838 ließ der Vladika eine neue Fürstenresidenz erbauen. Diese Villa hieß im Volksmund Biljarda, weil Petar II. dort einen Billardtisch aufstellen ließ, ein für das damalige Montenegro sehr ungewöhnliches Möbel.

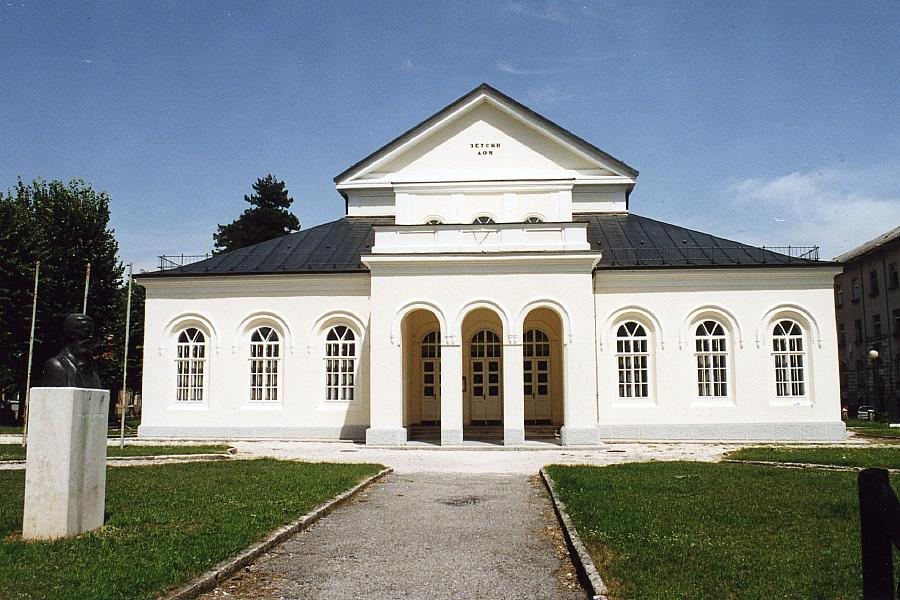
Theater von Cetinje

Fürst Nikola (1860–1918) baute den kleinen Ort zur modernen Hauptstadt Montenegros aus, dessen Unabhängigkeit 1878 international anerkannt worden war. In dieser Zeit wurden Wasserleitungen verlegt, eine Straßenbeleuchtung eingerichtet sowie mehrere Schulen, ein Krankenhaus, ein Museum und ein Gebäude für das Staatsarchiv gebaut. Die europäischen Großmächte errichteten Botschaften, die das neue Stadtbild mitprägten.
Während des Ersten Weltkriegs war Cetinje von 1916 bis 1918 österreichisch besetzt (siehe Österreichisch-Ungarische Besetzung Montenegros 1916–1918). Nach dem Krieg, als Montenegro Teil des neuen jugoslawischen Staates wurde, verlor Cetinje seine Hauptstadtfunktion, gewann sie aber wieder im von 1941 bis 1944 existierenden unabhängigen Staat Montenegro. Als Montenegro 1946 als Teilrepublik Jugoslawiens konstituiert wurde, bekam jedoch Titograd (heute Podgorica) den Zuschlag als Hauptstadt.
1967 war Cetinje Austragungsort der Internationalen Mathematik-Olympiade.
Seit der Unabhängigkeit im Jahre 2006 ist Cetinje zwar Amtssitz des Präsidenten, nicht aber der Regierung. Cetinje gilt heute als national bedeutende historisch-kulturelle Stätte. Die Stadt beherbergt die Fakultäten für Kunst, Musik und Schauspiel der Universität Montenegro.
Am 12. August 2022 kam es in Cetinje zu einer Massenschießerei, bei der elf Menschen, darunter der Täter, starben und sechs weitere verletzt wurden. Es war die bis dahin tödlichste Massenerschießung in Montenegro.
Am 1. Januar 2025 kam es zu einem weiteren Schusswaffenangriff, bei dem dreizehn Menschen, darunter der Täter ums Leben kamen, was somit die zweite solche Tat in der Geschichte der Stadt war. Die montenegrinische Regierung rief am folgenden Tag eine dreitägige Staatstrauer aus.

## Sehenswürdigkeiten
Heute können einige relativ gut erhaltene frühere königliche und Regierungsbauten sowie ein Kloster besichtigt werden. Zwei der früheren Paläste sind in Museen umgewandelt worden. Architektonisch interessant sind auch die zahlreichen früheren Botschaftsgebäude ausländischer Staaten, wie die von Russland oder Österreich-Ungarn.

## Städtepartnerschaften
Cetinje listet 27 Partnerstädte auf:
| Stadt          | Staat                   |
| -------------- | ----------------------- |
| Dijon          | Frankreich              |
| Dubrovnik      | Kroatien                |
| Gaeta          | Italien                 |
| Gaziantep      | Türkei                  |
| Charkiw        | Ukraine                 |
| Kostroma       | Russland                |
| Larnaka        | Zypern                  |
| Mali Iđoš      | Serbien                 |
| Maribor        | Slowenien               |
| Nafplio        | Griechenland            |
| Nürnberg       | Deutschland             |
| Novo Sarajevo  | Bosnien und Herzegowina |
| Rijeka         | Kroatien                |
| Santa Severina | Italien                 |
| Shkodër        | Albanien                |
| Sinaia         | Rumänien                |
| Spoleto        | Italien                 |
| Velika Kladuša | Bosnien und Herzegowina |
| Veliko Tarnovo | Bulgarien               |
| Visegrád       | Ungarn                  |
| Vranje         | Serbien                 |
| Dytiki Achaia  | Griechenland            |
| Nagykovácsi    | Ungarn                  |

## Söhne und Töchter der Stadt
- Frédéric Rossif (1922–1990), Regisseur, Drehbuchautor, Fotograf und Dokumentarfilmer
- Miodrag Djuric (Dado) (1933–2010), Maler
- Milorad Knežević (1936–2005), Schachspieler
- Veselin Vujović (* 1961), Handballspieler und -trainer
- Nikola Adžić (* 1962), Handballspieler und -trainer
- Veljko Uskoković (* 1971), Wasserballspieler
- Petar Kapisoda (* 1976), Handballspieler und -funktionär
- Zoran Roganović (* 1977), Handballspieler und -trainer
- Draško Mrvaljević (* 1979), Handballspieler
- Ivan Pavićević, Handballschiedsrichter
- Miloš Ražnatović, Handballschiedsrichter
- Žarko Marković (* 1986), montenegrinisch-katarischer Handballspieler
- Aleksa Bečić (* 1987), Politiker
- Vasko Ševaljević (* 1988), Handballspieler
- Stevan Vujović (* 1990), Handballspieler
- Darko Pešić (* 1992), Zehnkämpfer
- Marija Vuković (* 1992), Hochspringerin
- Vladan Lipovina (* 1993), Handballspieler
- Dragan Pešić (* 1993), Leichtathlet
- Nebojša Simović (* 1993), Handballspieler
- Vuko Borozan (* 1994), Handballspieler
- Andrijana Tatar (* 1995), Handballspielerin
- Tatjana Brnović (* 1998), Handballspielerin
- Vasilije Kaluđerović (* 1998), Handballspieler
- Miljan Vujović (* 2000), slowenisch-montenegrinischer Handballtorwart